# プロレスリングFTO
プロレスリングFTO（プロレスリング・エフ・ティー・オー）は、大分県を中心に活動しているプロレス団体。運営は合同会社BRIGUN。

## 歴史
- 2004年6月22日、スカルリーパーA-ji、xXXx、バトル・シャーク、VINNIが設立。
- 11月23日、大分イベントホールで旗揚げ戦を開催。
- 2006年5月14日、初の東京大会を新木場1stRINGで開催。
- 2013年3月11日、日本列島プロレス連盟の発足に参加[1]。
- 2019年1月12日、イオンモール宇城で開催されたプロレスフェスに参加。

## タイトル
- 九州無差別級王座
- 九州タッグ王座
- NEW AGE王座
- D.o.A天空デスマッチ王座
- WOW世界ヘビー級王座

## 所属選手
- KAZE
- スカルリーパーA-ji
- xXXx
- スーパー・カボストロング魔人
- 高崎もん吉
- 鯖王
- 吉田充宏
- TOSSHI
- ホバーマン2号機
- リアム・エリック
- 岡崎恭也
- メジロ・キッド
- Yuu
- 翔
- 遊星

## 歴代タイトル
- FTO認定ローカルインディー無差別級王座
- FTO認定ローカルインディータッグ王座
- 1.1.1王座

## 歴代所属選手
- 吹本賢児
- 高橋"YOUNG"直樹（旧：高橋直樹）
- 別府湯布院・温泉マン
- ホバーマン
- メジロー
- 神崎ユウキ
- 椎茸男
- 上田馬之助（2代目）（旧：VINNI、現：プロフェッサーイトー）
- バトル・シャーク
- ヒロ田北（旧：田北弘道）

## 歴代スタッフ
- インディー工藤（リングアナウンサー）